# KCalc
KCalc — науковий програмний калькулятор, інтегрований із KDE Gear.

## Функції
Підтримує тригонометричні функції, логічні оператори, засоби для статистичних обчислень, збереження попередніх результатів, копіювання та вставляння, налаштовуваний інтерфейс користувача. Функція history використовує метод стеку.
KCalc не підтримує побудову графіків.
Починаючи з версії 2 (включеної до KDE 3.5), KCalc пропонує довільну точність.

## Галерея

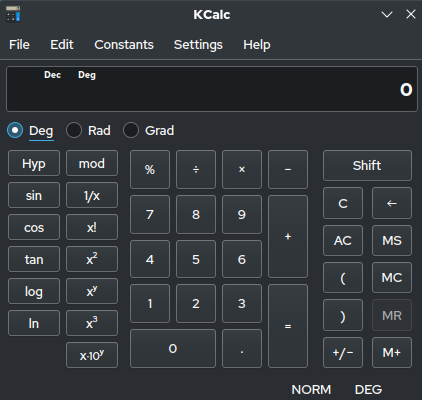
Науковий режим
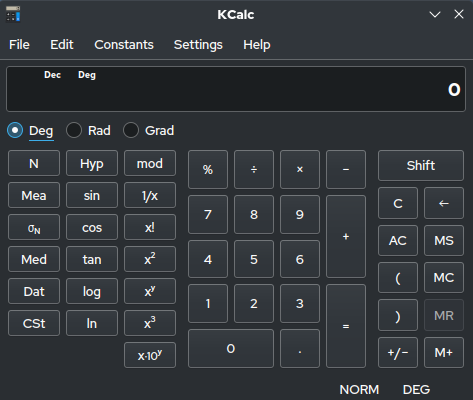
Статистичний Режим
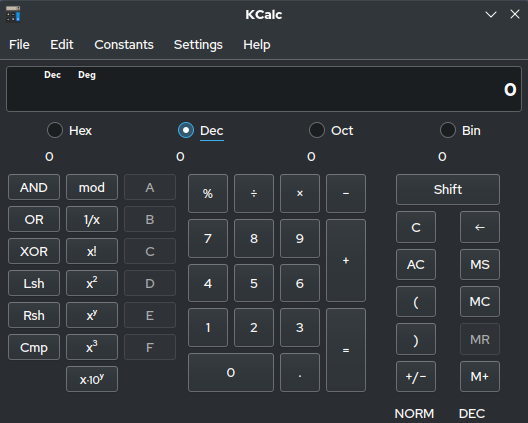
Режим вибору системи числення